# Microlipophrys canevae
Microlipophrys canevae — вид морських собачок, поширений у північно-східній Атлантиці і Середземному морі. Сягає максимальної довжини 7,5 см.